# Boasi
Boasi (Boaxi in ligure) è una frazione di 58 abitanti del comune di Lumarzo, nella città metropolitana di Genova in Liguria. È un antico villaggio posto nell'Appennino ligure, la prima località a monte della val Fontanabuona lungo la strada provinciale 77.

## Geografia fisica

### Orografia
Il villaggio si sviluppa in zona collinare, con case sparse a un'altitudine compresa tra i 530 e i 600 metri sopra il livello del mare, sui versanti della Colletta di Boasi (630 m) e del monte Castelluzzo (856 m) che degradano a sud. I rilievi più significativi si trovano a nord: il monte Lavagnola (1.118 m), il monte Bragagli (1.089 m), il monte Montaldo (1.138 m) e il monte Costa Tann-e (810 m). 
Dalla Colla di Boasi (651 m), antico valico pedonale tra l'alta val Fontanabuona e l'alta val Bisagno, passa l'Alta Via dei Monti Liguri. 
A sud sono ben visibili le cime del monte Bado (911 m), del monte Croce dei Fo' (973 m), del monte Croce di Bragalla (864 m), del monte Colla di Meèa (861 m) e del monte Pertegone (756 m). A est il monte Perdono, il monte Bragaglino (965 m), il monte Carpena (907 m) e il monte Caucaso (1245 m). A ovest il monte Candelozzo (1036 m) e il Colle Capenardo (746 m). 

### Idrografia

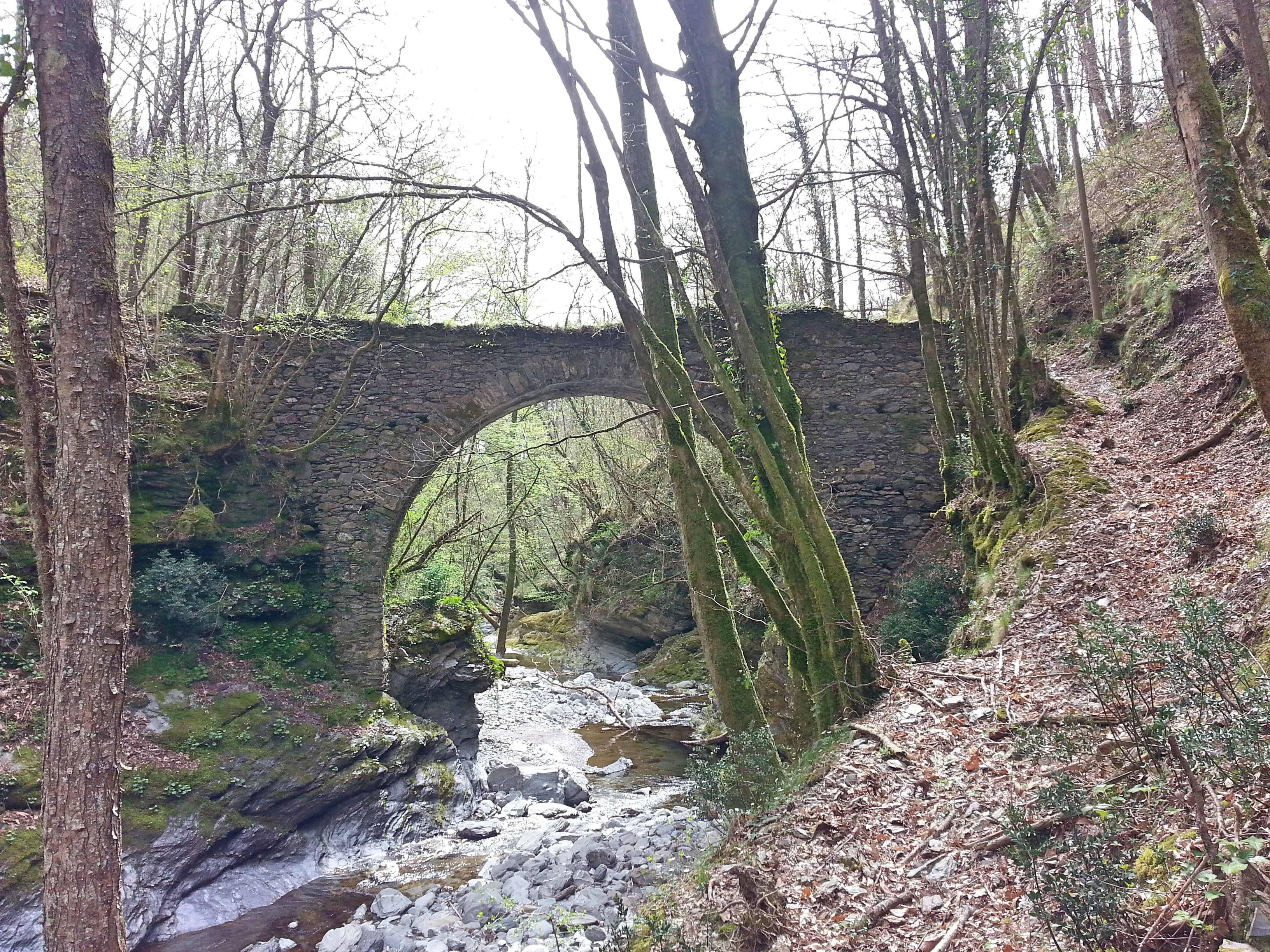
Antico ponte sul torrente Lavagna vicino al mulino di Boasi

Nel territorio sono presenti numerose fontanelle storiche pubbliche, sorgenti e ruscelli, da cui nasce il torrente Lavagna, chiamato anche "fiumana bella" per la terzina che Dante Alighieri utilizzò nella Divina Commedia per raccontare l'incontro con papa Adriano V. Il rio Boasi che scorre a valle del villaggio è uno dei primi affluenti del torrente Lavagna. 
Altri ruscelli nella zona indicati sulle mappe catastali del comune di Lumarzo sono il rio Puano, il rio della Giuseppina Lavasasco, il rio della Castagna, il Runcaggia, il rio Canaletta e il rio della Menta. 
Nell'antichità due mulini ad acqua impiegati per la macinazione erano attivi lungo il torrente Lavagna a poche centinaia di metri dal paese: il "moìn do Piccio" in lingua genovese e il "mulino di Boasi"; entrambe le strutture oggi sono abbandonate. Una tegola ritrovata in loco e prodotta dall'impresa Candiani & Ellena conferma che il secondo mulino probabilmente è stato in funzione fino all'inizio del XX secolo, poiché il marchio venne registrato nel 1913 alla Camera di Commercio di Milano. 
I principali laghi nella zona sono il Brugneto a nord, il Val di Noci a ovest e il Giacopiane a est. 

### Geologia
La formazione della crosta terrestre a Boasi risale al Cretacico e all'Eocene ed è composta in prevalenza da scisti, rocce che tendono a sfaldarsi facilmente provocando numerose frane sul territorio. Si tratta della zona d'origine della valle del Lavagna caratterizzata da una sequenza di argillite scura e non calcarea contenente arenaria cerosa a grana fine sottile. I resti di una piccola cava di ardesia utilizzata dal settore edile locale sono ancora oggi visibili nei pressi della zona dell'Incisa di Boasi. Mentre nel XVI secolo monsignor Agostino Giustiniani conferma l'operatività di cave di rame e ferro rispettivamente vicino alle località di Boasi e Ferriere.
Un'antica leggenda tramandata oralmente narra che il villaggio sia stato distrutto da un'enorme frana staccatasi dal versante sud del monte Castelluzzo e poi ricostruito dai sopravvissuti, ma non esistono prove certe della sua veridicità. È assodata la presenza di due frane complesse ancora attive oggi, la prima nella parte nord di Boasi, la seconda nella zona del cimitero, entrambe secondo la relazione stilata dai geologi nel 2004 subiscono l’erosione esercitata a fondovalle dal rio Boasi.

### Sismologia
La classificazione sismica colloca il territorio in zona 3B a sismicità bassa. 

### Clima

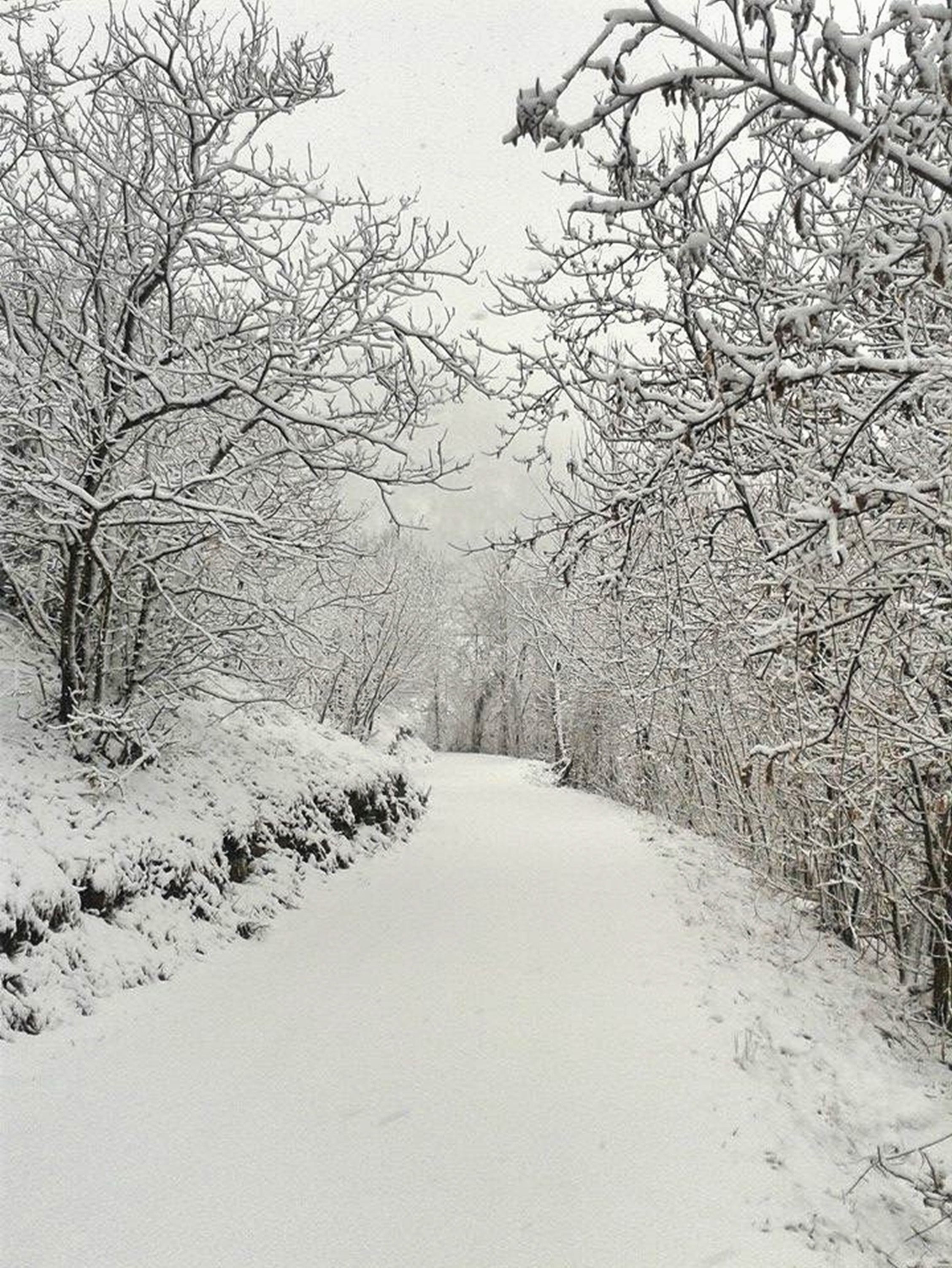
Una delle rare nevicate lungo la mulattiera Boasi-Rossi

Secondo la classificazione Köppen, Boasi, appartiene alla zona climatica Cfsb con clima temperato a estate tiepida, con una temperatura media inferiore a +22 °C. Secondo la classificazione climatica, che regolamenta l’accensione degli impianti di riscaldamento, è nella zona climatica D, 2056 GG. (accensione dal 1º novembre al 15 aprile, con 12 ore giornaliere). Grazie alla posizione ambientale, vicina alla costa ed esposta a mezzogiorno, gode di un clima mediterraneo e favorevole, con rare nevicate ed intense piogge in particolare nel periodo autunnale. 

## Origini del nome
Il glottologo Giovanni Domenico Serra sostiene che il toponimo "Boasi" sia riconducibile alla probabile evoluzione linguistica di due termini: il primo "Bodus", nome personale gallico diffuso tra il IV e il II secolo a.C., il secondo "bovacis", termine latino indicante una zona di allevamento per i bovini.
Invece il glottologo Giovanni Alessio caldeggia che derivi da un caso locativo plurale similmente al comune francese di Bohas-Meyriat-Rignat. Il primo registro arcivescovile di Genova, a pagina 85, sancisce che il toponimo veniva impiegato già nel 1148 d.C.

## Storia

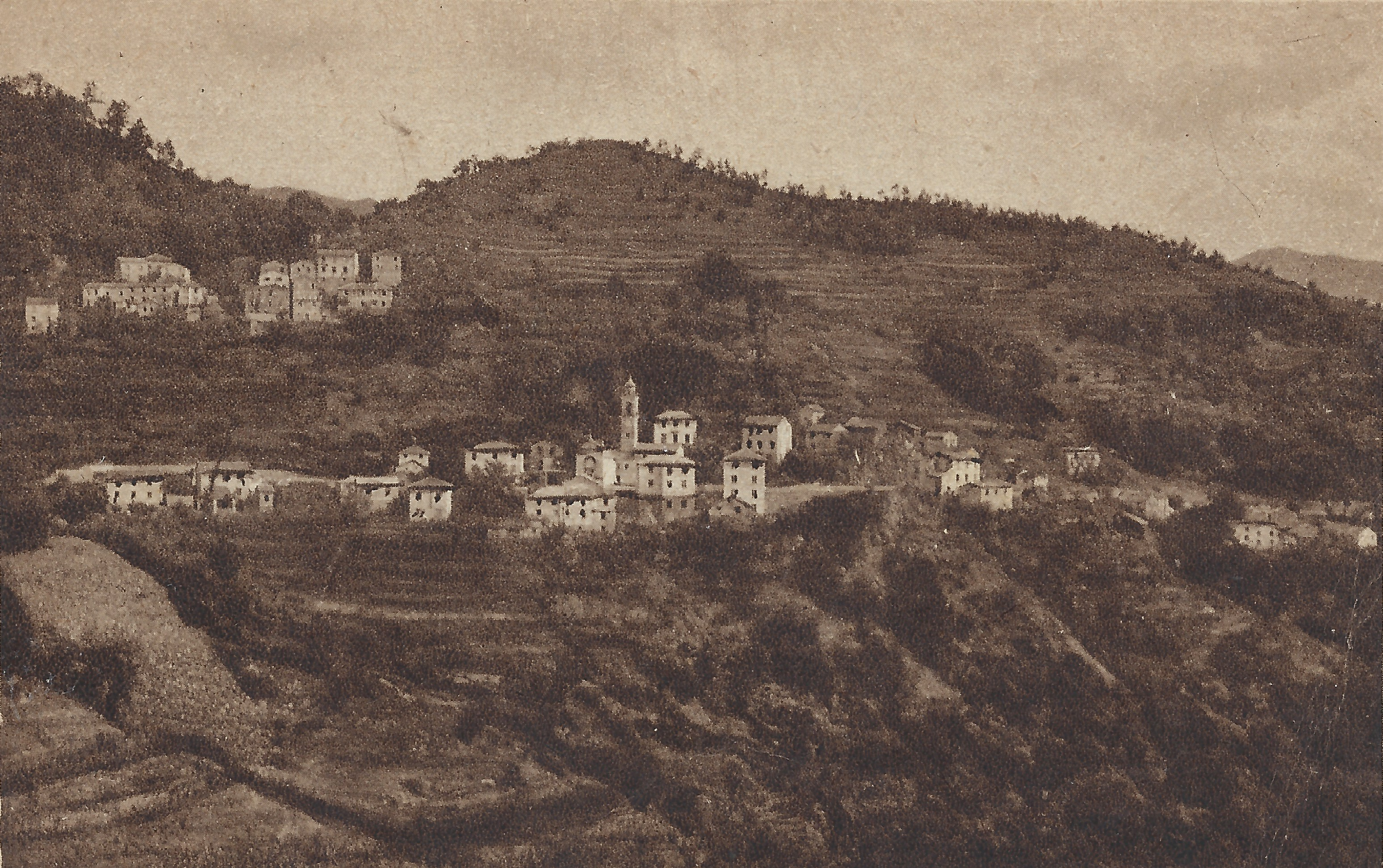
Boasi nel 1934

### Le origini
Sebbene l’esistenza del borgo di Boasi sia documentata fin dall'anno 1148, alcuni studiosi fanno risalire l'origine del toponimo all'epoca della Gallia Cisalpina. Si pensa che nell'antica Roma fosse un vicus paganus o rusticus, una zona dedita all'allevamento e all'agricoltura lungo la via Patranica, l'insieme delle mulattiere che collegavano attraverso l'Appennino il levante di Genova con Milano. L'antico ponte romano di Genova Nervi era l'inizio simbolico della mulattiera da Genova verso la val Fontanabuona e Boasi, lungo l'itinerario Nervi-Becco-Pannesi-Lumarzo.

### Età medievale
Nel VI secolo Boasi entrò a far parte della Provincia Maritima Italorum sotto il dominio dei Bizantini, per concessione dell'imperatore Giustiniano I passò sotto la giurisdizione dei vescovi di Milano, a cui si sostituirono i Longobardi nel VII secolo. In età carolingia divenne un possedimento del Regno d'Italia, a partire dal X secolo incluso nel territorio della Marca obertenga.Tra l'XI e il XII secolo fu una zona di confine della contea di Lavagna sotto il dominio della famiglia Fieschi, che alla fine del XII secolo la cedette alla Repubblica di Genova.
Gli abitanti di Boasi ancora oggi ricordano il periodo tra la fine del XIII e l’inizio del XIV secolo associandolo alla figura di Anselmo d'Incisa, chirurgo e medico originario della parte alta del villaggio a cui papa Bonifacio VIII e il re di Francia Filippo il Bello si rivolsero per essere curati curati probabilmente attraverso la tradizione fitoterapica sviluppatasi nel corso dei secoli nell'alta val Fontanabuona. Suo figlio Giovanni d'Incisa diventò anche lui un celebre chirurgo, medico e persino astronomo assumendo l'incarico di archiatro di papa Clemente VI. Al 15 marzo 1304 risale la prima notizia certa dell'esistenza della chiesa di Boasi.

### Età moderna

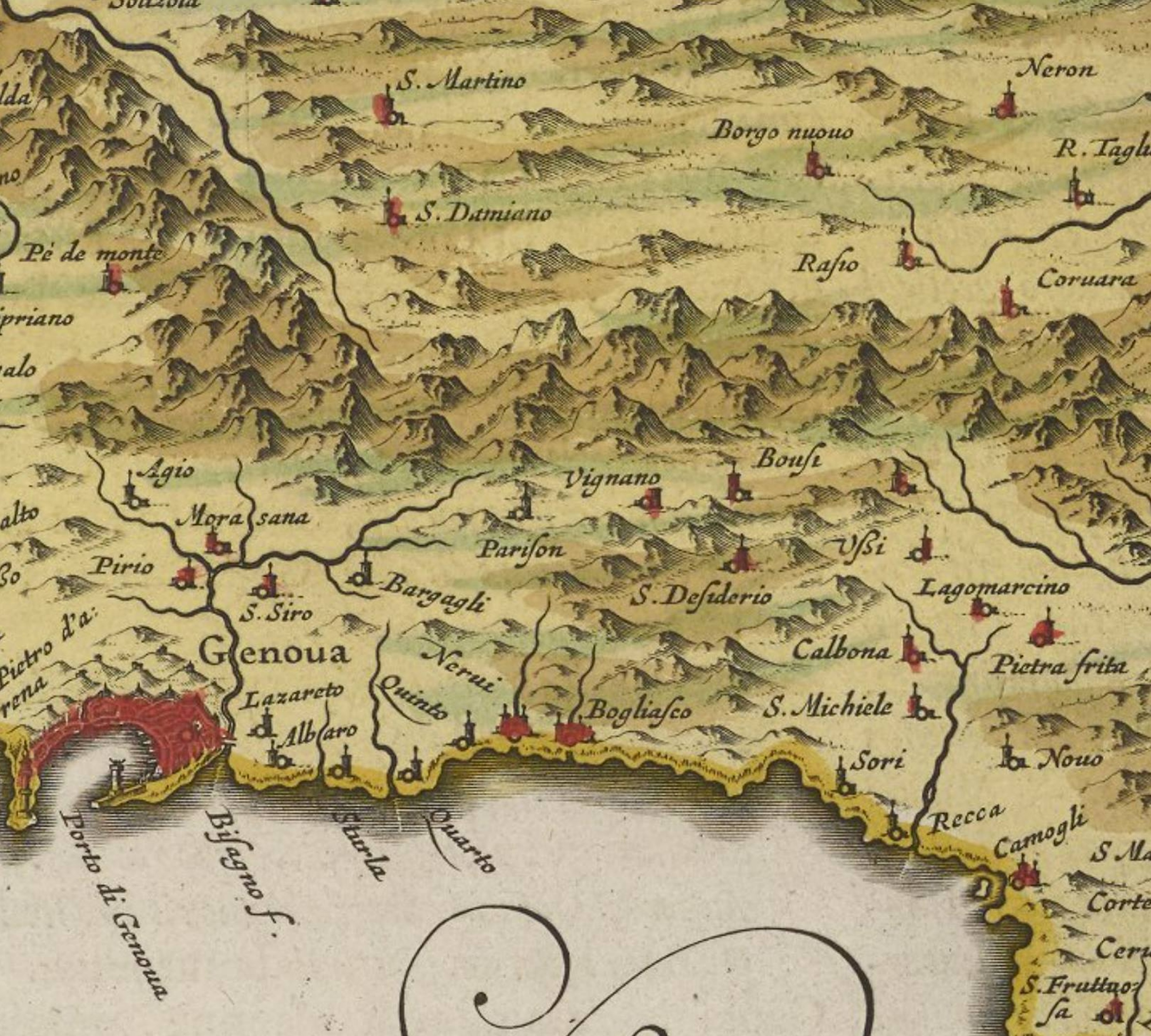
Boasi in una mappa del 1665 del cartografo Joan Blaeu

La cresta tra il monte Lavagnola e la Colla di Boasi, il 1 maggio 1747, fu teatro degli scontri tra i soldati genovesi e l'esercito dell'impero asburgico; un contingente guidato da Pier Maria Canevari, del quale facevano parte 31 abitanti di Boasi,, accorso dalla città di Genova mise in fuga gli austriaci, ma il patrizio venne colpito a morte da un prigioniero; una lapide ancora oggi lo ricorda al passo della Scoffera. La Costituzione del popolo ligure deliberata dal Consiglio dei sessanta il 2 dicembre 1798 inserì Boasi nella giurisdizione del Bisagno nel cantone di Santa Maria di Bargagli.
Sempre la Colla di Boasi nel 1800 fu il luogo di battaglie tra francesi e austriaci: il generale francese Andrea Massena il 5 marzo 1800 decise di inviare un migliaio di soldati da Genova in val Fontanabuona attraverso Boasi per battere l'insurrezione delle popolazioni della vallata contro la Repubblica Ligure.

### Emigrazione
Gli abitanti del villaggio tra il XVIII e la metà del XX secolo, con particolare consistenza nel XIX secolo, furono protagonisti delle ondate migratorie dall'Italia verso il Nord Europa e le Americhe. Nei registri di Ellis Island, Castle Clinton e del Centro Internazionale Studi Emigrazione Italiana sono numerose le persone annotate con cognome "Boasi" e partite dal comune di Lumarzo. Al momento della trascrizione nei registri per l'immigrazione il cognome Boasi, originario del paese, venne a volte storpiato in "Boasie" nell'America settentrionale e in "Boassi" nell'America centro-meridionale. A testimonianza dell'imponente ondata migratoria che coinvolse il paese, ancora oggi in Argentina è attiva sul mercato un'azienda vinicola con il marchio "Colla di Boasi".

### Epoca contemporanea

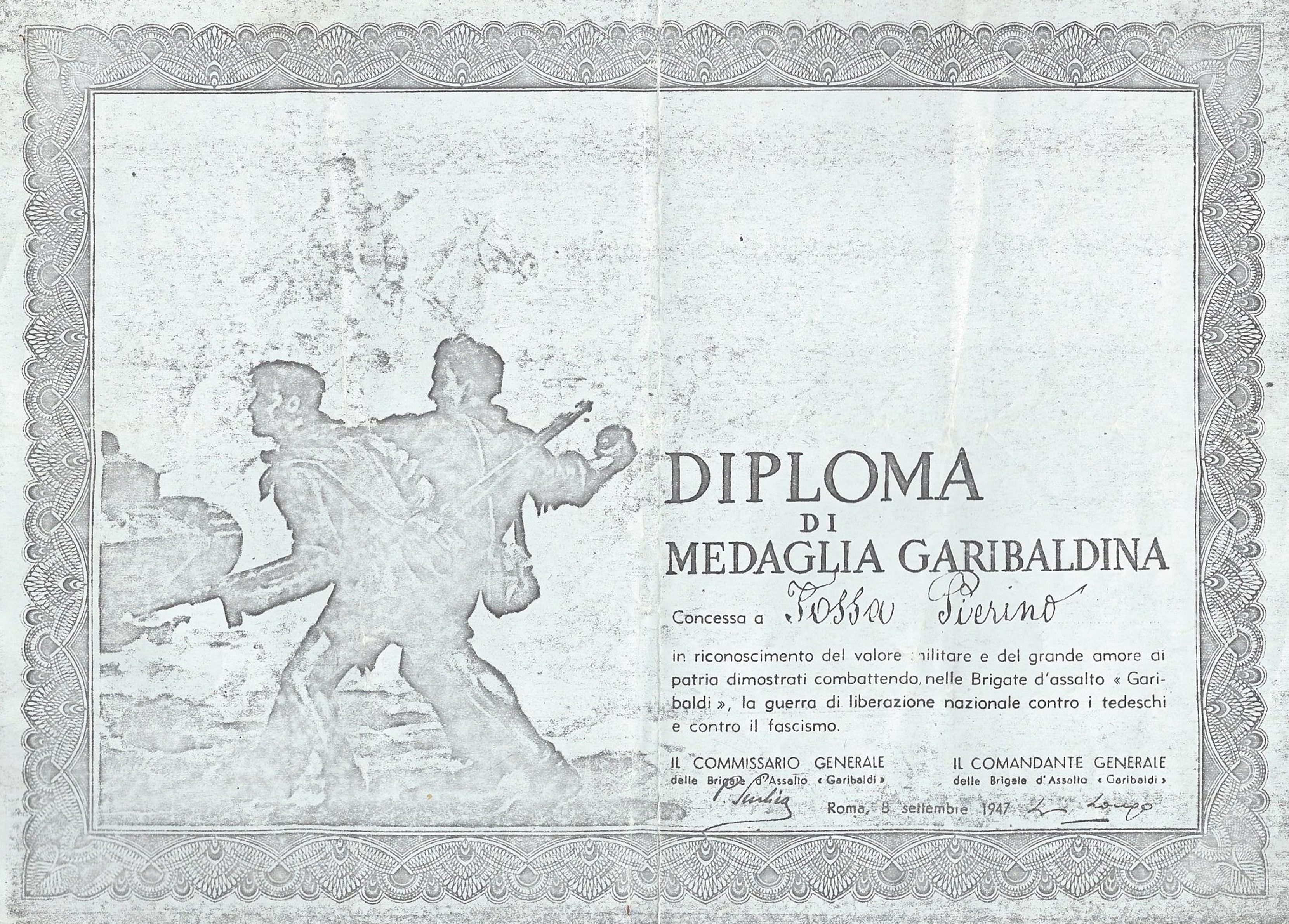
Fotocopia del diploma di medaglia garibaldina conferita a Piero "Pierino" Fossa, nome di battaglia "Gandi", comandante del "Distaccamento Serra" della Brigata Bedin Sap di Montagna

Nel luglio 1895 l'allora sedicenne Albert Einstein percorse a piedi la zona di Boasi durante il viaggio con un gruppo di amici da Casteggio a Genova Nervi da cui verosimilmente derivò la sua prima memoria scientifica “Intorno allo stato delle ricerche sull’etere nei campi magnetici”. Così l’amico Otto Neustatter nel 1929 ricordò la gita:
(Otto Neustatter, Lettera inviata alla vigilia del 50º compleanno di Albert Einstein, Berlino, 12 marzo 1929)
Nel corso della seconda guerra mondiale fu operativo nei boschi di Boasi il "Distaccamento Serra" della Brigata Bedin S.A.P. di Montagna nella sesta zona operativa della Divisione Cichero. A guida del distaccamento il comandante Piero "Pierino" Fossa, nome di battaglia "Gandi", che dopo il 27 aprile 1945 divenne comandante dell'intera brigata. Il commissario politico del distaccamento fu Ottorino "Ettore" Boasi, nome di battaglia "Gigi", ex sergente degli Alpini, iscritto al Partito Comunista Italiano in clandestinità, fece parte del movimento antifascista militante, esperto di armi aiutò alla manutenzione e all'uso contribuendo in modo notevole alla lotta di Liberazione. L’abitante Serafino Mangini "Serra" il 27 agosto 1944 a Boasi tra il sentiero del Roncasso e il bosco del “Pei Martin” fu ucciso da una raffica sparata dai nazifascisti nel tentativo di salvare il fratello Ottavino Mangini “Tavin”, che rimase gravemente ferito a un mano. Nella notte tra il 25 e 26 giugno 1944 una squadra partigiana espropriò l'esplosivo collocato dai nazifascisti nella galleria di Boasi disarmando le sentinelle di guardia. Alcune squadre partigiane il 25 luglio 1944 e il 18 marzo 1945 fecero esplodere in due distinti attacchi la galleria di Boasi per impedire il transito dei nazifascisti. Il distaccamento, nato a Boasi a fine 1943, fu tra le formazioni protagoniste della resa delle forze nazifasciste nel bosco della Tecosa il 24 aprile 1945, giorno in cui vennero uccisi tre suoi membri (Armando Boasi, Giuseppe Ferrari e Luigi Ferrari) e uno venne gravemente ferito a una gamba (Renato Fossa). Il suo operato il 6 maggio 1945 portò all'elezione da parte del CLN locale di Dolcino Fossa, abitante del villaggio, a primo sindaco del comune di Lumarzo cessate le ostilità.

## Monumenti e luoghi d’interesse

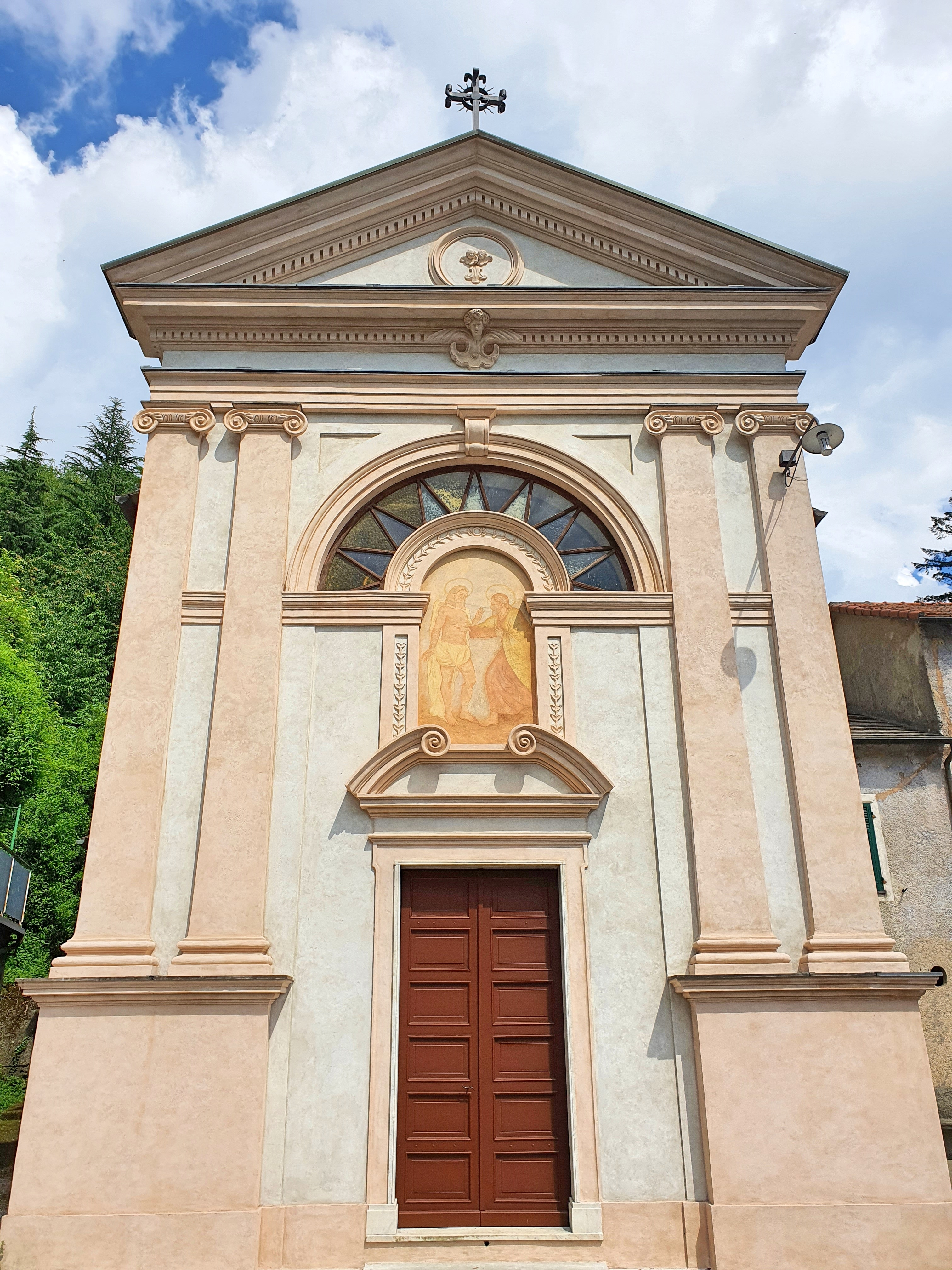
La facciata della chiesa di Boasi restaurata tra il 2018 e il 2019

### Architetture religiose
- Chiesa parrocchiale di San Tommaso nella frazione di Boasi. La chiesa, i cui registri parrocchiali datano dal 1618, fu consacrata dal vescovo della diocesi di Chiavari monsignor Giovanni Gamberoni il 23 giugno del 1917.
- Cappella di Nostra Signora della Guardia e San Rocco alla Colla di Boasi. Il 2 ottobre 1875 venne inaugurato il luogo di preghiera e pellegrinaggio, forse nei pressi di un luogo di culto preesistente. Un decreto della curia delegò il parroco del villaggio a benedirla e l'inaugurazione avvenne al termine di una processione partita dalla chiesa di Boasi a cui oltre alla popolazione presenziò il parroco di una località vicina chiamata Vallebuona.

### Architetture civili

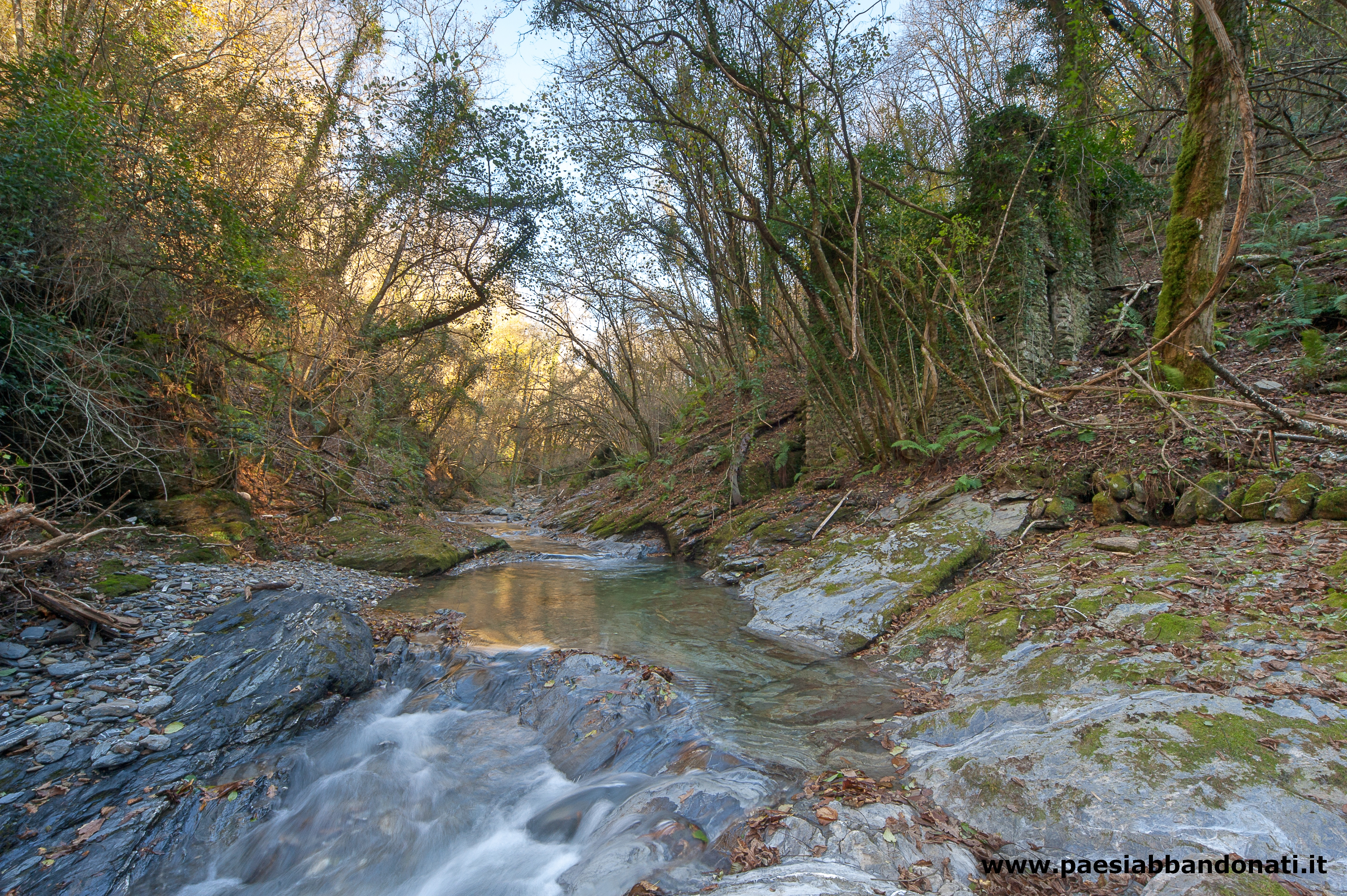
I resti dell'antico mulino di Boasi lungo il torrente Lavagna

Il centro del paese è la piazza della chiesa parrocchiale di San Tommaso, la cui esistenza è testimoniata da documenti storici fin dall’8 giugno 1662. Sulla piazza sono collocate due lapidi dedicate ai caduti durante la prima e la seconda guerra mondiale. I resti di due antichi mulini ad acqua, il moìn do Piccio e il mulino di Boasi, e di due antichi ponti sulla mulattiera secolare che portava al villaggio sono presenti lungo il torrente Lavagna. I resti di antiche fontane e lavatoi pubblici sono presenti in varie zone del paese, tra cui una fontana coperta da una tettoia ad arco incassata nella montagna.
A inizio Novecento emerse tra la popolazione il desiderio di costruire la nuova scuola del villaggio, così nel 1929 in un terreno di proprietà della chiesa di Boasi venne eretto l'edificio senza alcun aiuto dallo Stato; la struttura, non più ad uso scolastico, è ancora oggi presente alle spalle della chiesa parrocchiale di San Tommaso. Gli abitanti del villaggio costruirono la sede della cosiddetta "Società di Boasi", edificio a uso pubblico che ospitò il dopolavoro Club Stampalia fondato a Boasi il 7 marzo 1915 e la sezione locale dell'Associazione Nazionale combattenti e reduci fondata nel 1950 per riunire i protagonisti della prima guerra mondiale, della seconda e della Resistenza. L'edificio della "Società" è ancora oggi presente davanti alla chiesa parrocchiale, ma il 21 aprile 2023 è stato colpito da un incendio. Tra il 1951 e il 1953 gli abitanti di Boasi costruirono il nuovo cimitero del paese, situato sopra l'ex scuola.

### Architetture militari
I resti dell’unica struttura militare fissa attiva fino alla prima metà dell’Ottocento vicino a Boasi sono sulla sommità del monte Castelluzzo (856 m) a nord del villaggio. Sulla vetta che domina il passo della Scoffera, sono visibili i resti di una fortificazione medievale a pianta quadrata che confermano come nei secoli precedenti la località sia stata un luogo di controllo e difesa del territorio. Una tegola ritrovata in loco e realizzata dalla fornace Annibale Perseghini fu Belisario di Tortona attesta che il forte sia stato usato fino alla prima metà del XIX secolo. I resti di trincee, piazzuole e camminamenti del XVIII secolo, sono ancora oggi presenti lungo il pendio del monte Castelluzzo.
Il ritrovamento in loco di un telaio di un cannone 47/32 testimonia che durante la seconda guerra mondiale l’unico edificio a uso abitativo presente nella zona della Menta di Boasi fu riconvertito a uso militare. All’epoca la zona era un punto di avvistamento e controllo del traffico lungo la strada numero 139.

### Aree naturali

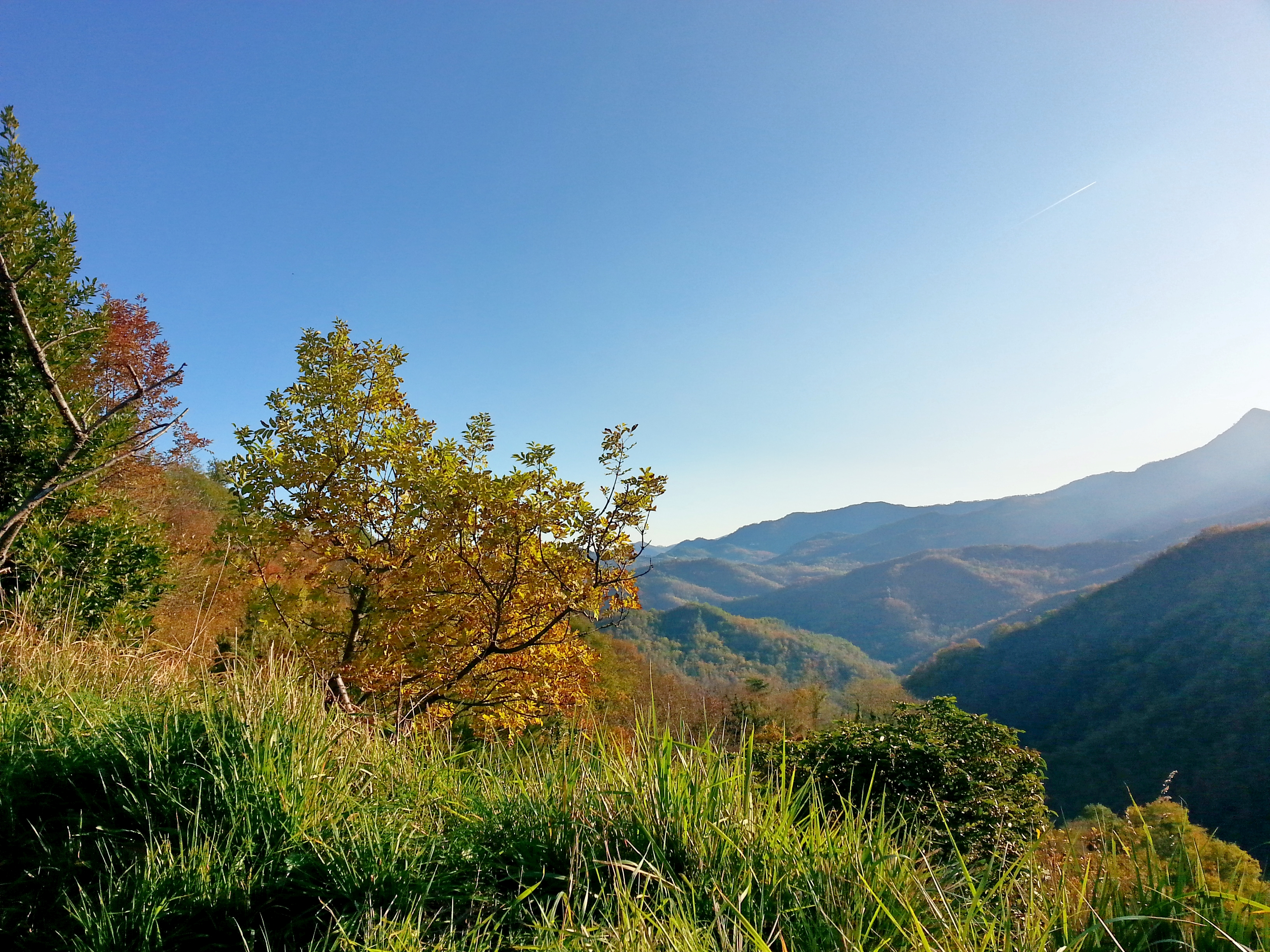
Il monte Bado all'orizzonte visto dalla Colletta di Boasi

Il villaggio è immerso nel verde dei boschi tipici dell’Appennino ligure composti in prevalenza da castagni, noccioli, querce, roveri e faggi. L’attività dell’uomo ha diffuso la presenza di alberi da frutto e oliveti, che l'agronomo Alessandro Morettini nel 1950 registra diffusi fino a un'altitudine di 700 metri. Gli appassionati lo frequentano nel periodo di ricerca dei funghi. La fauna tipica è costituita da daini, cinghiali, volpi, lupi, tassi, scoiattoli, ricci, gufi, civette, barbagianni, lucherini, pettirossi, passeri, rane e trote nei laghetti formatisi lungo i corsi d’acqua. 
Per secoli l’intera Colletta di Boasi su cui si sviluppa il villaggio è stata caratterizzata dalla presenza dei muretti a secco a uso agricolo, riconosciuti Patrimonio dell’Umanità dall’Unesco nel 2018, ma l’emigrazione, l’abbandono della campagna, il crollo demografico, la totale assenza di interventi o incentivi da parte delle istituzioni e la fauna selvatica hanno portato alla distruzione di tale paesaggio nel corso del Novecento.

## Società

### Evoluzione demografica
La popolazione di Boasi nel 1746 ammontava a 136 abitanti, nel 1770 a 164 abitanti, nel 1803 a 120 abitanti, probabilmente senza considerare i bambini affidati a balie provenienti da fuori paese e senza considerare i residenti alla Colla e a Sottocolla di Boasi. Il villaggio nel 1874 aveva 245 abitanti, la loro età media era di 23,7 anni. Nel 1890 la popolazione di Boasi era di 180 abitanti, nel 1950 di 115 abitanti, nel 1971 di 80 abitanti, nel 1974 di 83 abitanti, nel 1981 di 67 abitanti, nel 2001 di 58 abitanti.

### Religione

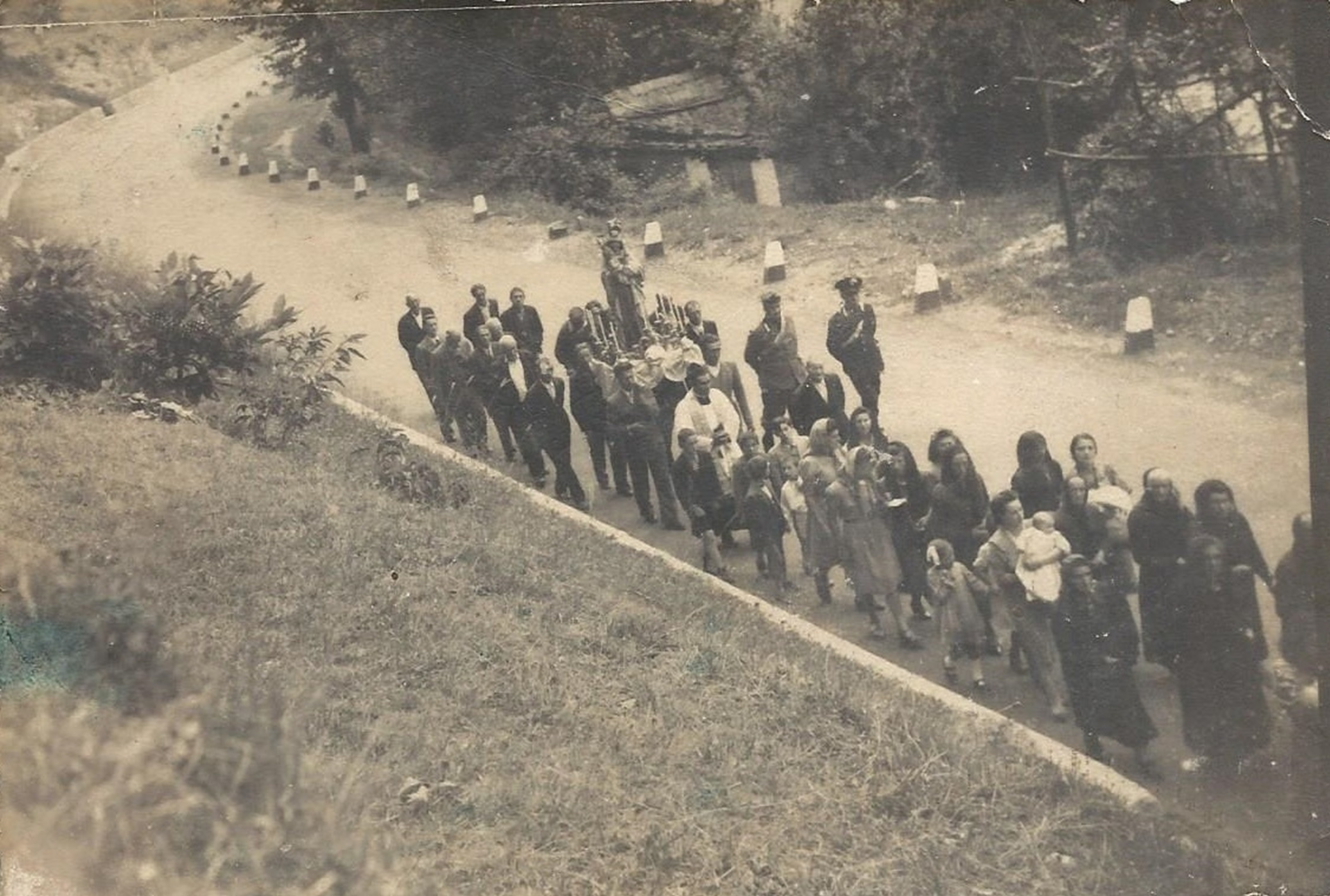
Processione per la Madonna delle Grazie negli anni Trenta del Novecento a Boasi

La prima confessione religiosa a Boasi è quella cattolica. La festa patronale principale è la processione per la Madonna delle Grazie ogni prima domenica di luglio lungo la strada del villaggio, a cui seguono una messa per san Rocco e una festa per la Madonna della Guardia ogni agosto presso la cappella di Nostra Signora della Guardia e San Rocco alla Colla di Boasi.
La presenza di una casaccia è registrata a Boasi nel XVI secolo. Salirono a tre le realtà sociali religiose operanti a Boasi alla fine del XVIII secolo: la confraternita della Santissima Trinità, la compagnia Nostra Signora del Rosario e la compagnia Sant’Antonio da Padova. Tra il 1797 e il 1799 una confraternita spese tutti i suoi soldi per acquistare la campana della chiesa del villaggio.
Nel 1812 un censimento del Primo Impero francese non rilevò la presenza di cappelle religiose private. Nella prima metà del XX secolo a Sottocolla di Boasi fu attiva una colonia orionina per l'infanzia. Nella seconda metà del XX secolo l'ultimo prete fisso del villaggio fu don Luigi Rosasco fino al suo trasferimento a Maxena (Chiavari) nel settembre 1968.

## Cultura

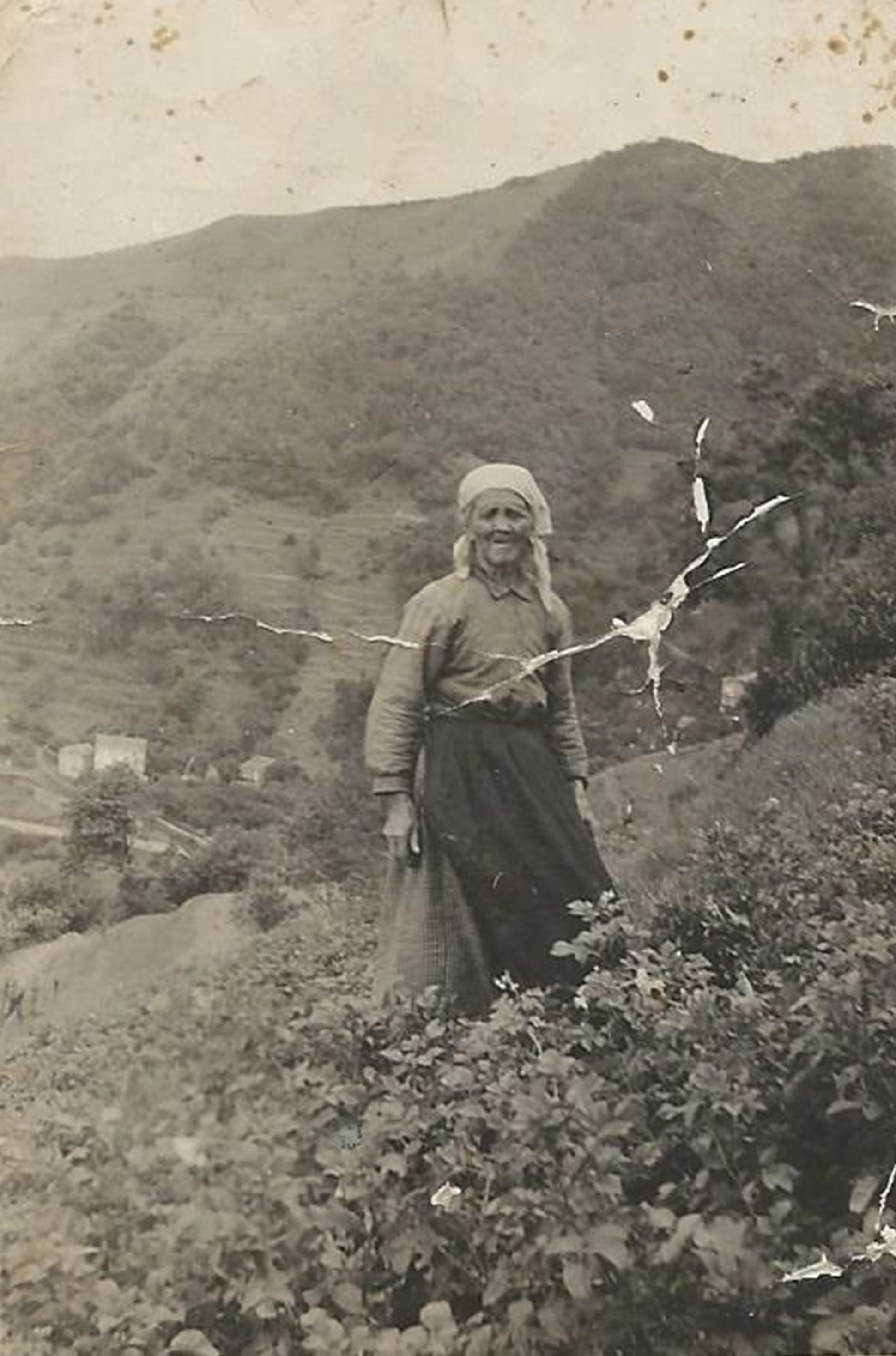
Una contadina a Boasi sulle pendici del Monte Castelluzzo nel 1935 circa

L’inno della Fontanabuona in lingua genovese cita la località nel suo incipit definendola come il luogo da dove nasce la vallata:
pe fèrtile êse e industria rinumà;

màn màn che s'arve

a scrove a seu beltæ

e da seu stìrpe a vanta gran bontæ.»
(Versi antichi della canzone Fontann-a Bónn-a riadattati dal gruppo folk "O Castello" de Ciavai)
Il poeta Giorgio Caproni utilizza la sinestesia "verde clausura" per descrivere il paesaggio appenninico di Boasi:
(Giorgio Caproni, Liguria Orientale Interna - Una verde clausura, tuttitalia - Enciclopedia dell'Italia Antica e Moderna, Istituto Geografico De Agostini S.p.A., Novara, 1962, p. 284)
La studiosa Esa Bertagnon nel 1955 rileva il perdurare della fitoterapia nel villaggio:
(Esa Bertagnon, Atti dell’Accademia Ligure di Scienze e Lettere volume 11, Genova, Accademia Ligure di Scienze e Lettere, 1955, pp. 201-214)

## Geografia antropica

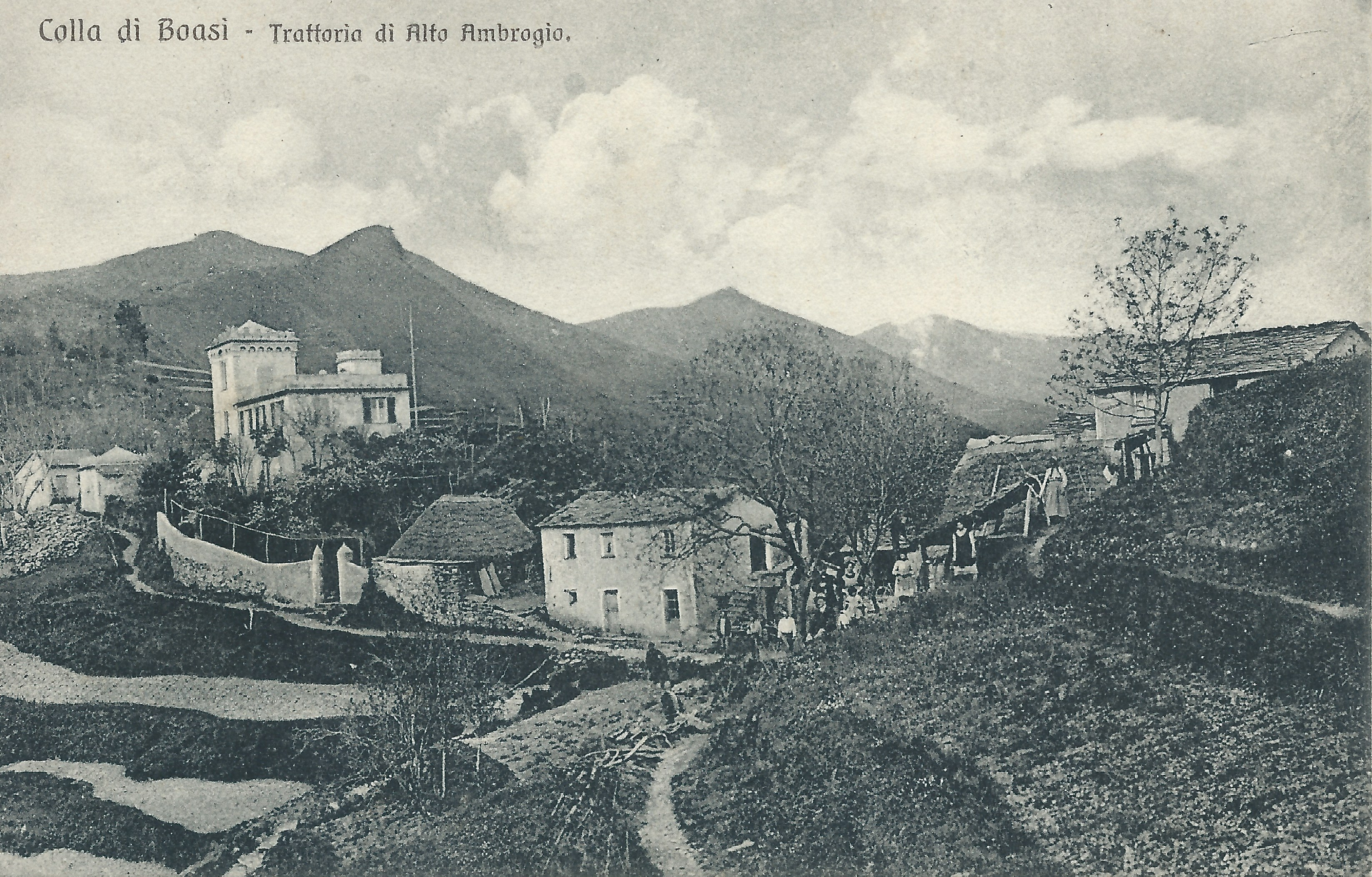
Colla di Boasi nel 1920

Il suo territorio anticamente veniva diviso in nove zone abitate: Incisa e Menta appartenenti alla “Villa di Sopra”, Rossarino, Costigliolo, Canonica, Sotto la Chiesa, Fondo Villa appartenenti alla “Villa di Sotto”, Colla di Boasi e Sottocolla di Boasi. Confina a nord con i territori del monte Castelluzzo, Rossi e Scoffera, a sud con Vallebuona, a ovest con il comune di Davagna e a est con Tassorello, Crovara e Piancerese.

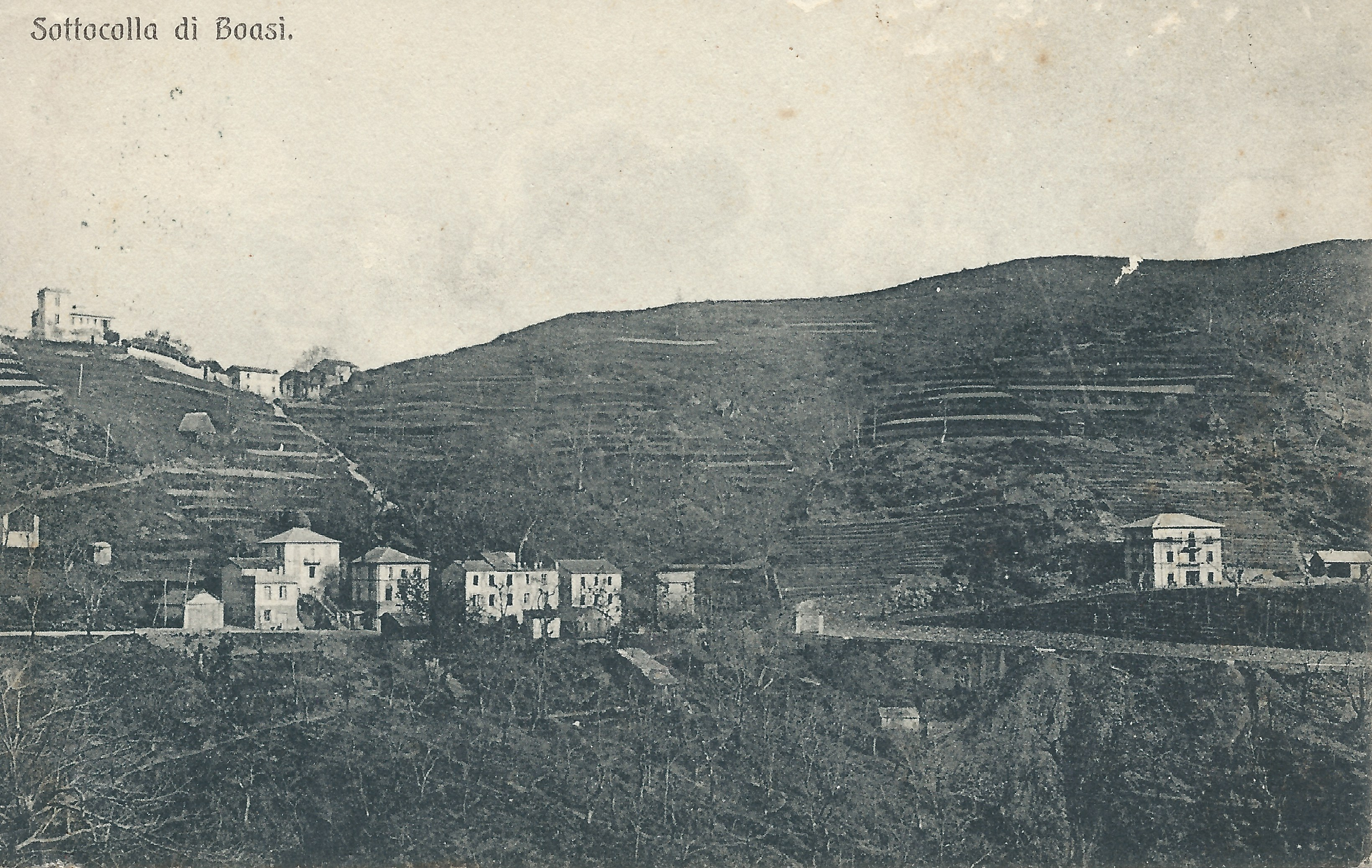
Sottocolla di Boasi nel 1922

Nacquero nella zona dell’Incisa di Boasi (nota oggi con il toponimo Lencisa in lingua italiana) il chirurgo e medico Anselmo d’Incisa, il comandante del Distaccamento Serra della Brigata partigiana Bedin S.A.P. di Montagna e comandante dell’intera brigata dopo il 27 aprile 1945 Pierino Fossa e il primo sindaco di Lumarzo dopo la seconda guerra mondiale Dolcino Fossa. Nacque nella zona del Costigliolo il commissario politico del Distaccamento Serra della Brigata partigiana Bedin S.A.P. di Montagna Ottorino ‘Ettore’ Boasi.

## Economia
L'economia del villaggio si è basata per secoli prevalentemente sull’agricoltura e sull’allevamento, attività che nel corso del XX secolo si sono molto ridimensionate.
Fino agli anni settanta del Novecento erano presenti alcuni esercizi pubblici. Il primo a chiudere fu la trattoria di Alto Ambrogio, che rimase aperta alla Colla di Boasi fino all’inizio del XX secolo. Un’altra osteria conosciuta come “Trattoria degli amici” operò dal XIX secolo fino alla metà del XX secolo nella località della Reina, la stessa modificò l’insegna in “Ristorante Aurelio” attivo fino agli anni settanta. Nello stesso periodo abbassarono le saracinesche la trattoria “California” e un panificio aperti vicino alla chiesa di Boasi. Da allora non si insediarono più attività commerciali nel paese fino a oggi.

## Infrastrutture e trasporti

### Strade

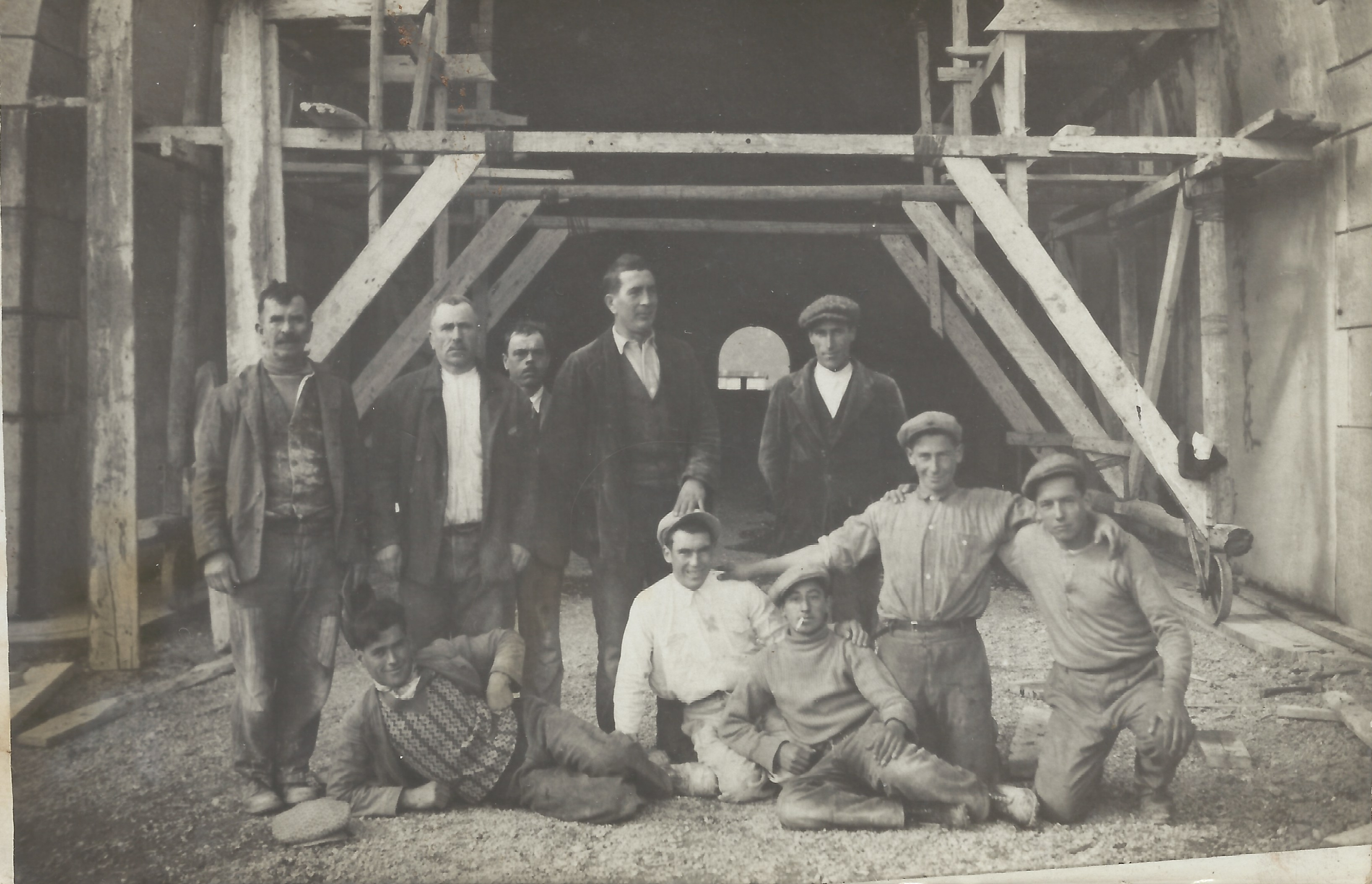
I lavori di costruzione della 'Galleria di Boasi' nel 1933 visti dall'ingresso del tunnel lato Val Fontanabuona

Il centro di Boasi è attraversato principalmente dalla strada provinciale 77, lunga 9.4 chilometri da Ferriere a Sottocolla di Boasi, che collega la val Fontanabuona con la val Bisagno lungo la direttrice Chiavari-Piacenza. La strada provinciale 77 è collegata con la strada statale 45 a nord e con la strada statale 225 a sud.
La costruzione dell’asse viario, inizialmente prevista dalla legge numero 333 promulgata il 23 luglio 1881 a Monza da Umberto I di Savoia, incominciò in ritardo il 5 novembre 1929 e terminò nel giugno 1934, fino ad allora Boasi era collegato ai luoghi circostanti attraverso mulattiere. All’epoca la strada provinciale 77 faceva parte della strada numero 139, il cui obiettivo era collegare la Pianura Padana a La Spezia passando per le valli Bisagno, Fontanabuona e Vara. La Galleria di Boasi lunga 167 metri fu il primo tunnel carrabile a collegare la val Fontanabuona con la val Bisagno nel 1933. La strada dell’Incisa che collega la strada provinciale 77 con il nucleo storico di Boasi fu costruita attraverso una raccolta fondi da un gruppo di abitanti del villaggio negli anni sessanta del Novecento.
Fino al completamento dell’autostrada Genova-Sestri Levante il 31 luglio 1970 la strada provinciale 77 era il principale asse viario utilizzato dai mezzi pesanti lungo la direttrice La Spezia - Milano. L’apertura al traffico del Traforo T3 Bargagli-Ferriere il 5 giugno 1971 ridusse ulteriormente la circolazione lungo la strada provinciale 77 portando alla chiusura del servizio di trasporto pubblico a gestione privata “Fiumana Bella” attivo a Boasi dal 1933, che vide come primo mezzo in servizio un Fiat 15 Ter della società Auto Guidovie Italiane. Per decreto del Ministero dei lavori pubblici il 22 luglio 1989 la gestione della strada di Boasi passò dallo Stato alla Provincia di Genova. Il 14 dicembre 2015 un cittadino diede inizio ai lavori di costruzione della prima strada carrabile privata per accedere alla Colla di Boasi. 

### Ferrovie
Nel 1895 si costituì a Genova un comitato composto dal mondo finanziario e commerciale della città con l’obiettivo di costruire una linea ferroviaria diretta Genova-Piacenza attraverso il territorio di Boasi. Il progetto, redatto dall’ingegnere Conte Carlo dal Verme, prevedeva un tracciato di binari di 116 chilometri passando per la val Bisagno, la val Fontanabuona e la val Trebbia, ma i lavori di costruzione che sarebbero dovuti partire dalla zona del porto antico di Genova non entrarono mai nella fase esecutiva.
Un altro progetto dell'epoca prevedeva una ferrovia elettrica Genova-Bobbio-Piacenza attraverso Sottocolla di Boasi alimentata dal fiume Trebbia. Anche la ferrovia Genova-Borgo Val di Taro attraverso la val Fontanabuona, progettata nel 1905 dall'ingegnere Carlo Alberto Navone, non divenne mai realtà. Tale tracciato prevedeva una stazione ferroviaria a Lumarzo pochi chilometri a sud di Boasi. Ancora oggi il villaggio e il suo circondario non sono serviti da alcuna linea ferroviaria.

## Sport

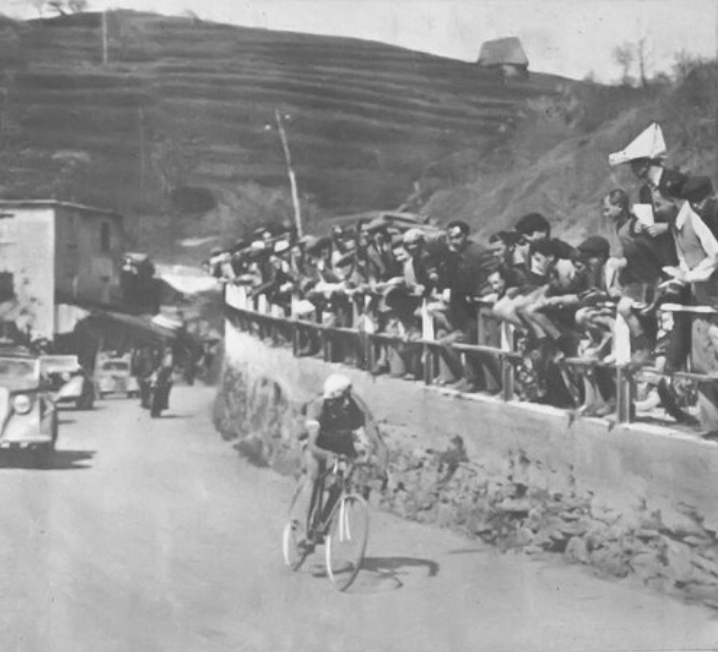
XXV Giro d'Italia 10 maggio 1937 nella strada di Boasi durante la 3ª tappa Acqui Terme-Genova con il ciclista Mario Vicini (Ganna) in testa alla corsa

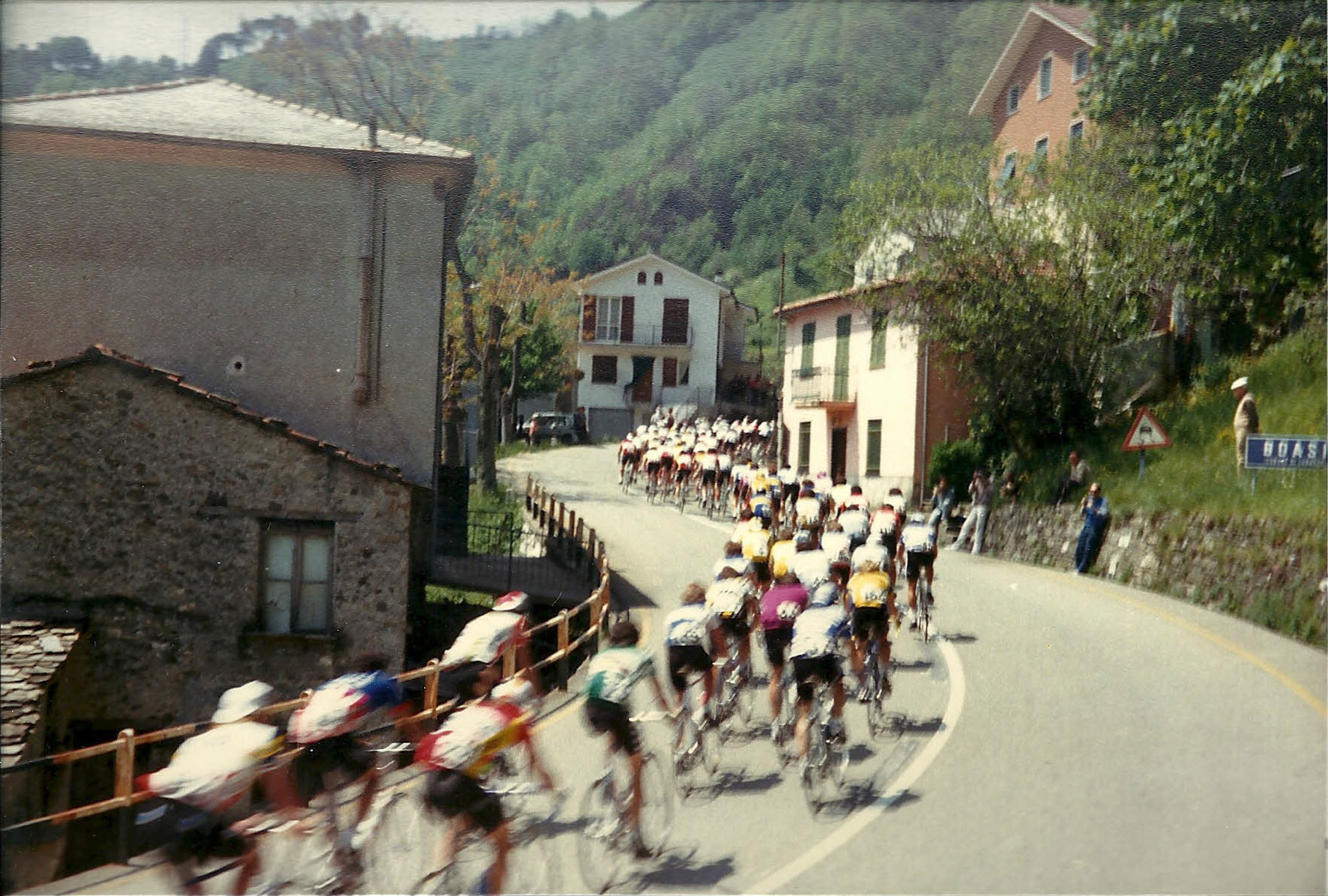
LXVII Giro d'Italia 1º giugno 1984, passaggio a Boasi, durante la tappa Lerici-Alessandria

Diverse competizioni agonistiche e non competitive sono transitate lungo la strada provinciale 77, in particolare ciclistiche, gare di auto, moto e sidecar. Nell'arco della sua storia il Giro d'Italia è passato da Boasi tredici volte nelle edizioni 1937, 1939, 1940 (quando Gino Bartali cadde in discesa a causa di un cane che gli tagliò la strada nei pressi di Boasi durante la seconda tappa Torino-Genova), 1947, 1951, 1955, 1958 (l'ultima della carriera di Fausto Coppi), 1963, 1984, 1994, 2015, 2022 e 2023. Hanno percorso inoltre la strada di Boasi il 47º Giro della Lunigiana nel 2023, la Coppa Milano-Sanremo nel 2018, 2019 e 2022, il 77º e 78º Giro dell'Appennino nel 2016 e 2017, numerose edizioni della Milano-Rapallo tra cui quelle del 1991, 2015, 2019 e 2024, varie edizioni della moto salita Ferriere-Boasi organizzata dall'Associazione Motociclistica Genovese tra cui quelle del 1992, 1993, 1994, 2022, due edizioni nel 2023 e nel 2024, la cronoscalata Ferriere-Boasi nel 2007 e nel 2005, lo slalom Ferriere-Boasi nel 1982, 1983, 1986, 1987, 1988, 1989, 1995, 1996, 1997, 1998, 1999, 2000 e 2001, il primo Gran Premio Bosca nel 1951, il Giro di Liguria nel 1949, la Coppa Boero nel 1953 e 1941 e i Campionati nazionali ciclistici dei giovani fascisti nel 1935. Il triatleta cileno Franco Boassi nell'estate 2024 ha percorso 4.040 chilometri in bicicletta da Atene a Barcellona arrivando l’11 luglio a Boasi in ricordo del suo antenato Angelo Andrea Emilio Boasi emigrato nel 1903 dal villaggio italiano a Valparaíso. Con lo smarino proveniente dai lavori di scavo della galleria sottostante il Passo della Scoffera è stato costruito un campo da calcio a Sottocolla di Boasi.